# Ib Madsen (matematiker)
 For alternative betydninger, se Ib Madsen. (Se også artikler, som begynder med Ib Madsen)
Ib Madsen (født 12. april 1942 i København) er en dansk matematiker, som siden 2008 har været professor i matematik ved Københavns Universitet.
Han er uddannet cand.scient. fra Københavns Universitet 1965 og PhD fra University of Chicago 1970. 1983-2008 var han professor ved Aarhus Universitet. Hans største forskningsinteresser er algebraisk og geometrisk topologi. I 2002 lykkedes det Madsen og Michael Weiss at bevise Mumfords formodning (om kohomologien af stabile afbildningsklassegrupper).
Han er medlem af Kungliga Vetenskapsakademien.